# ヘイダル・アリエフ・センター
ヘイダル・アリエフ・センター（アゼルバイジャン語：Heydər Əliyev Mərkəzi、英語：Heydar Aliyev Center）は、アゼルバイジャンの首都、バクーにある複合施設である。ヘイダル・アリエフ文化センターとも。
この施設は、アゼルバイジャン前大統領のヘイダル・アリエフの名を冠している。

## 概要
設計はイギリスの建築家ザハ・ハディッド。2011年に放送されたディスカバリーチャンネルの番組『エキストリーム・エンジニアリング』ではアゼルバイジャンの都市開発に登場している。2012年5月12日にイルハム・アリエフ大統領が出席して完成式が行われ、正式に落成した。